# 待避

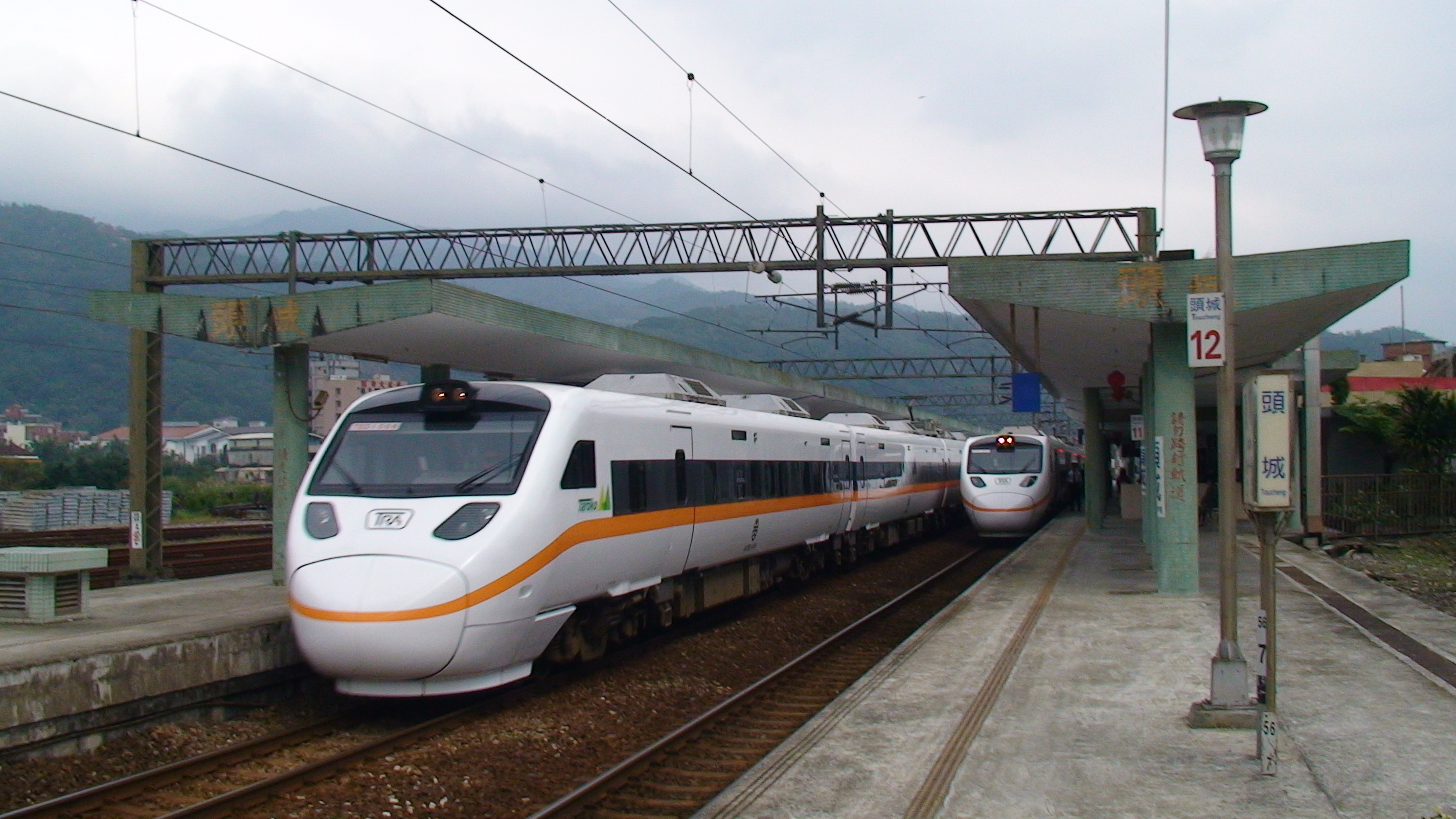
通過追越（攝於台鐵頭城車站）：
待避的列車停靠車站（右）
通過的列車(左)

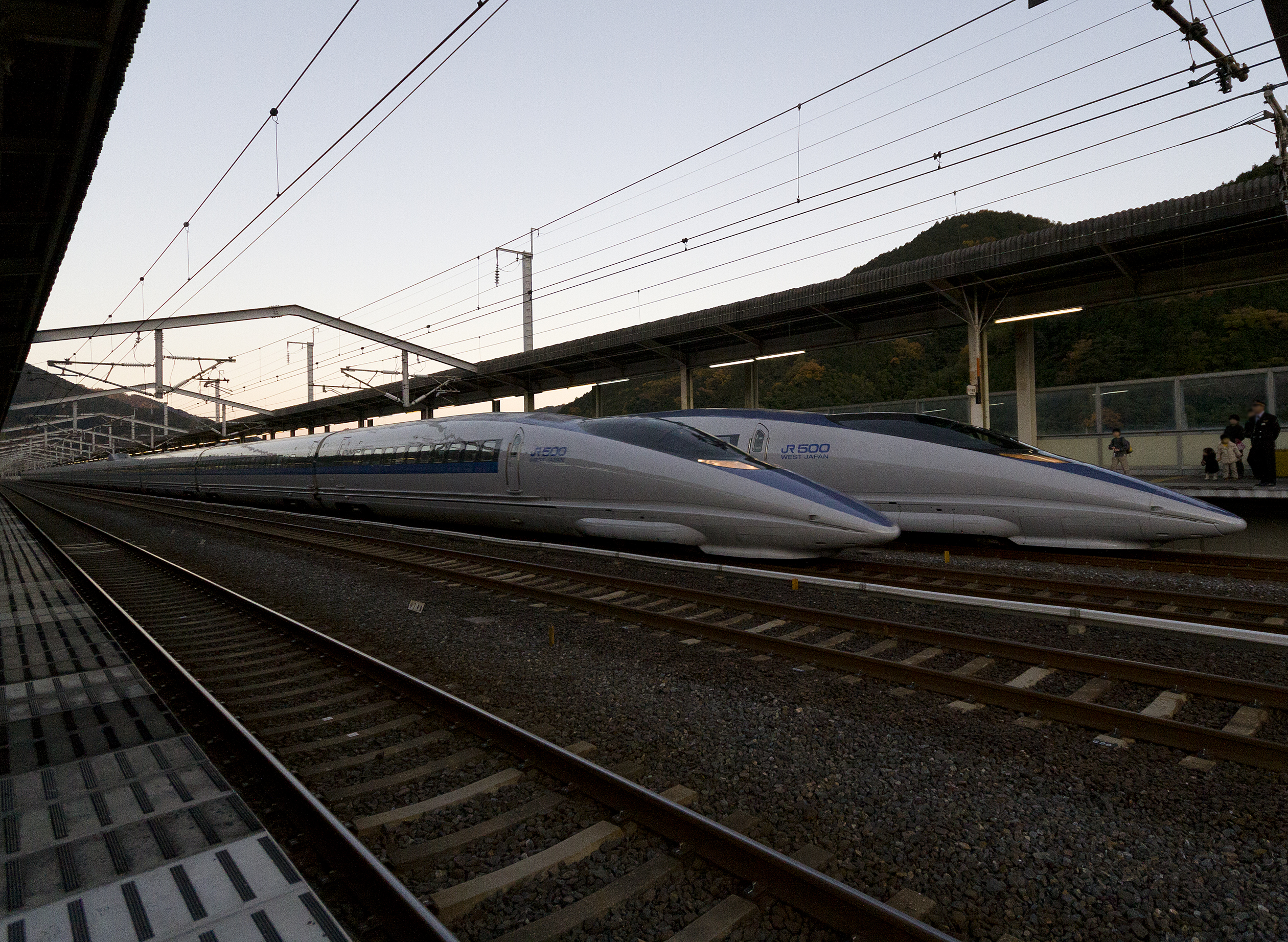
在JR西日本新岩国站的通過追越，通過列車行駛的主線不設月台

待避車站內站場示意圖

待避是一個鐵路用語，指兩列列車以同一個方向，在一個有設置副正線的車站，利用站內路線進行列車行駛順序的調整。此動作類似汽車進行超車動作，差別在於列車必須停靠，因此與列車交會略有不同。
列車待避必須在設置副正線的車站進行，因此待避行为在复线铁路和单线铁路上都会存在，而会车则只存在于单线铁路。

## 待避種類
待避站多半設置於有特快、快速等速達列車運行的路線。待避的種類可分為「接續追越」與「通過追越」兩種。

### 接續追越
普通列車與優等列車停車於同一車站，乘客轉乘後優等列車先行發車，又稱為緩急接續或相互接續。

### 通過追越
普通列車在通過站等待優等列車通過後再行出發，又稱為通過待避、緩急分離。

## 進行待避時機
列車因為以下原因，會進行待避：
- 列車等級：快速列车因為停站較少，為避免受到前方停站較多的普通列車阻擋影響運行，會安排前方的普通列車在車站等待，讓優等列車先過。
- 列車速度差異：同等級列車，後行列車性能優於前行列車，會安排前行列車等待後行列車。
- 臨時列車，或是試運轉：當有臨時列車或試車需要時，會依需要安排待避。

待避通常是依照行車計劃（時刻表）安排的，但是當有列車發生延誤時，因為運轉整理的關係，也可能依照上面的規則，臨時安排待避或交會。

## 待避的條件
- 依照行車計劃，或是調度員的調度。
- 車站內設置有轉轍器，可變更列車的進路，同時進站號誌也有該進路的條件。
- 準備提供前行列車停車的正線並未有列車佔用。

## 待避等级

### 中华人民共和国
以中国铁路系统为例，列车被分为以下等级，由上自下递减，等级高的列车具有优先通行权，低等级列车被高等级列车追及时需要在越行站待避让行。
1. 抢险救灾列车（车次以字母Q开头）
2. 专列
3. 高速动车组（车次以字母G开头）和城际动车组（C开头）
4. 普通动车组（D开头）
5. 直达特快（Z开头）和行包专列（X开头）
6. 特快（T开头）
7. 快速（K开头）
8. 普快（车次为1001-5998）和临时旅客列车（L开头）
9. 普客（车次为6001-7598）和路用列车/通勤列车（车次为7601-8998）
10. 普通货物列车

## 相册

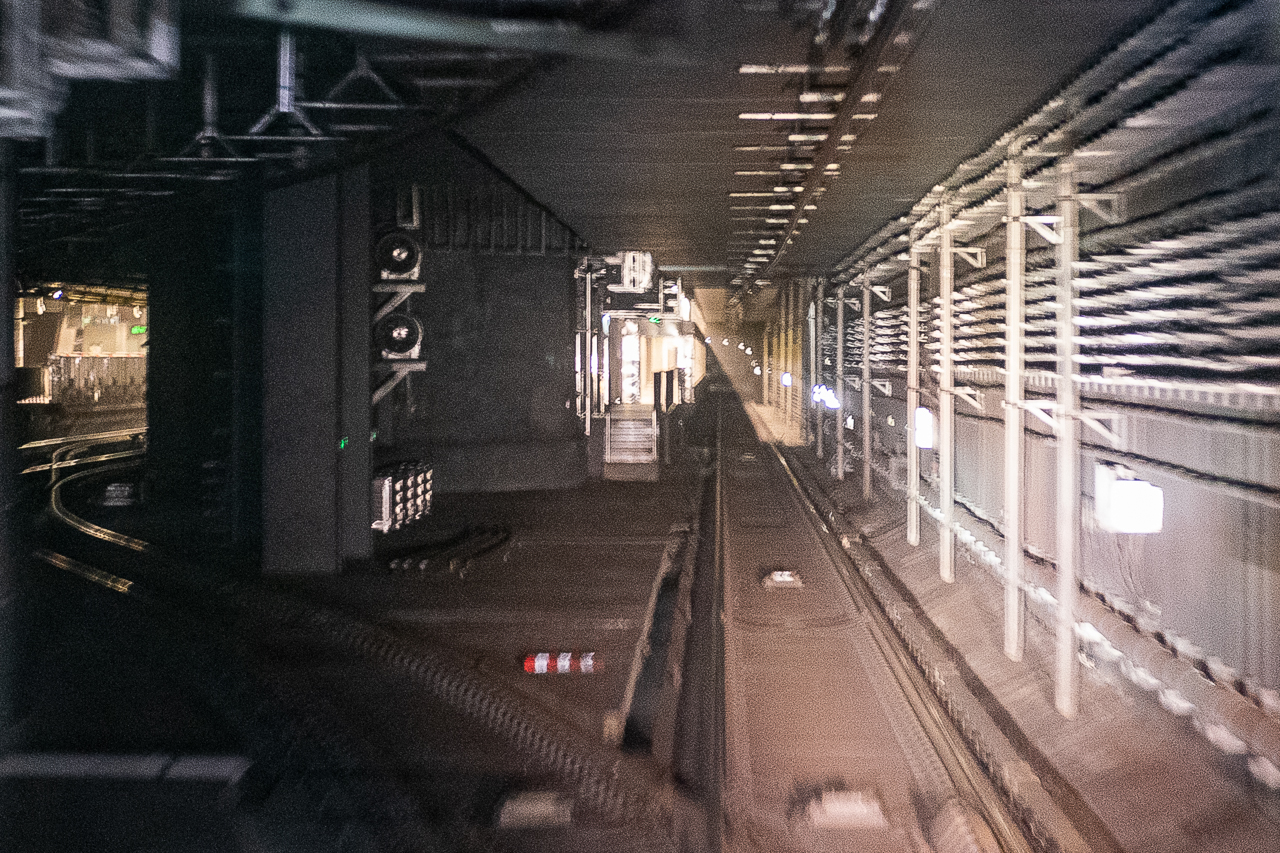
北京地铁6号线通运门站待避线
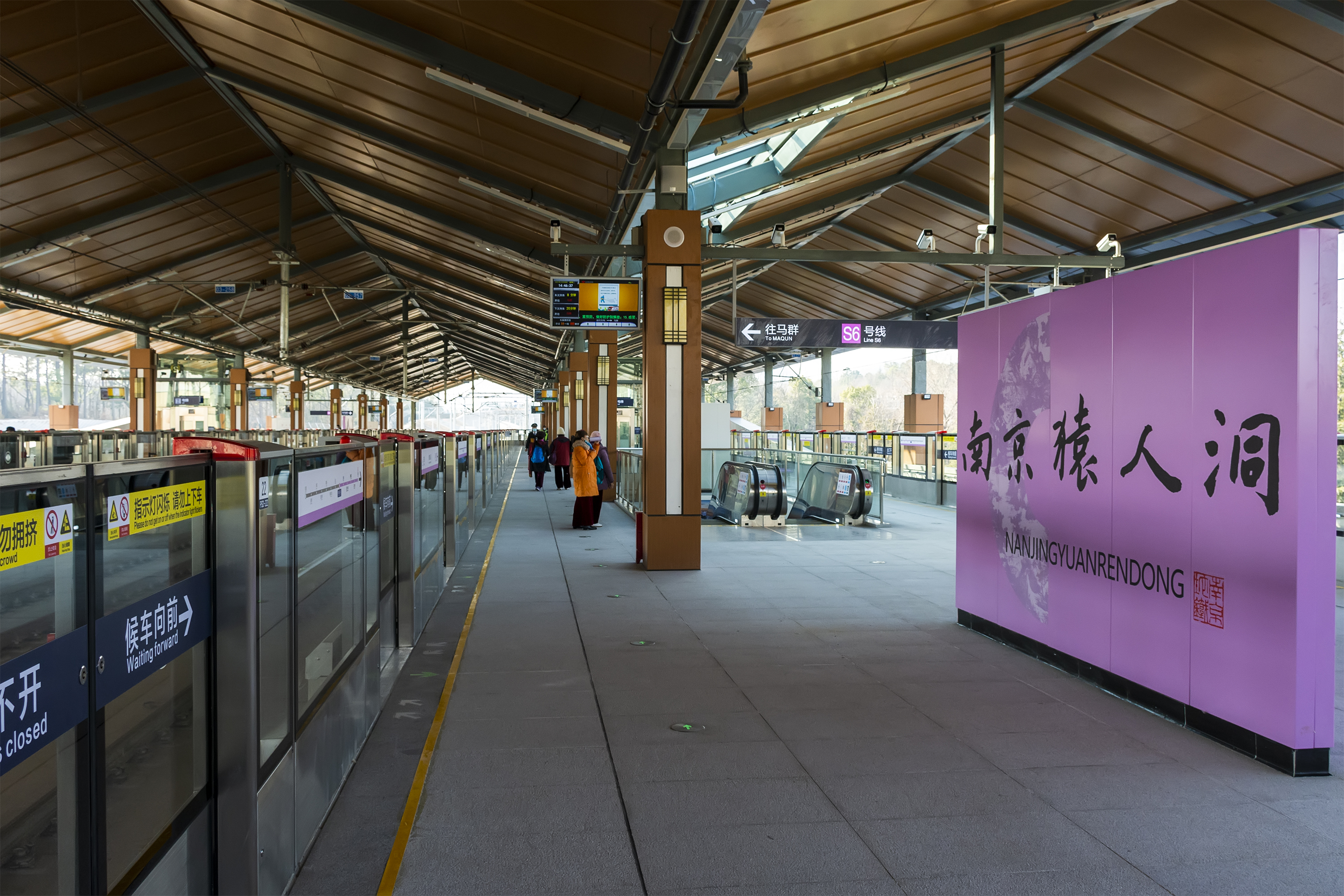
南京地铁S6号线南京猿人洞站待避线
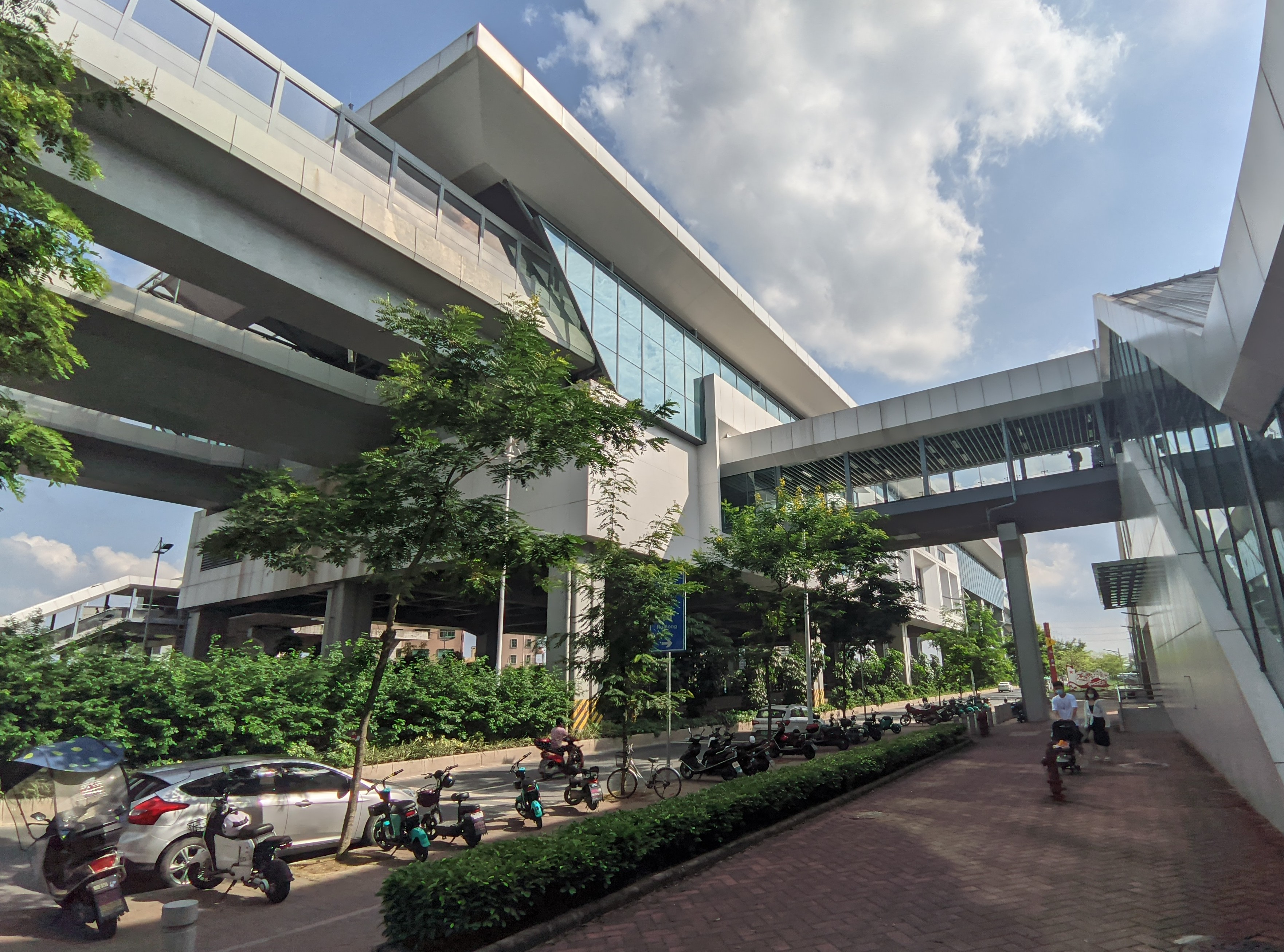
广州地铁14号线钟落潭站待避线
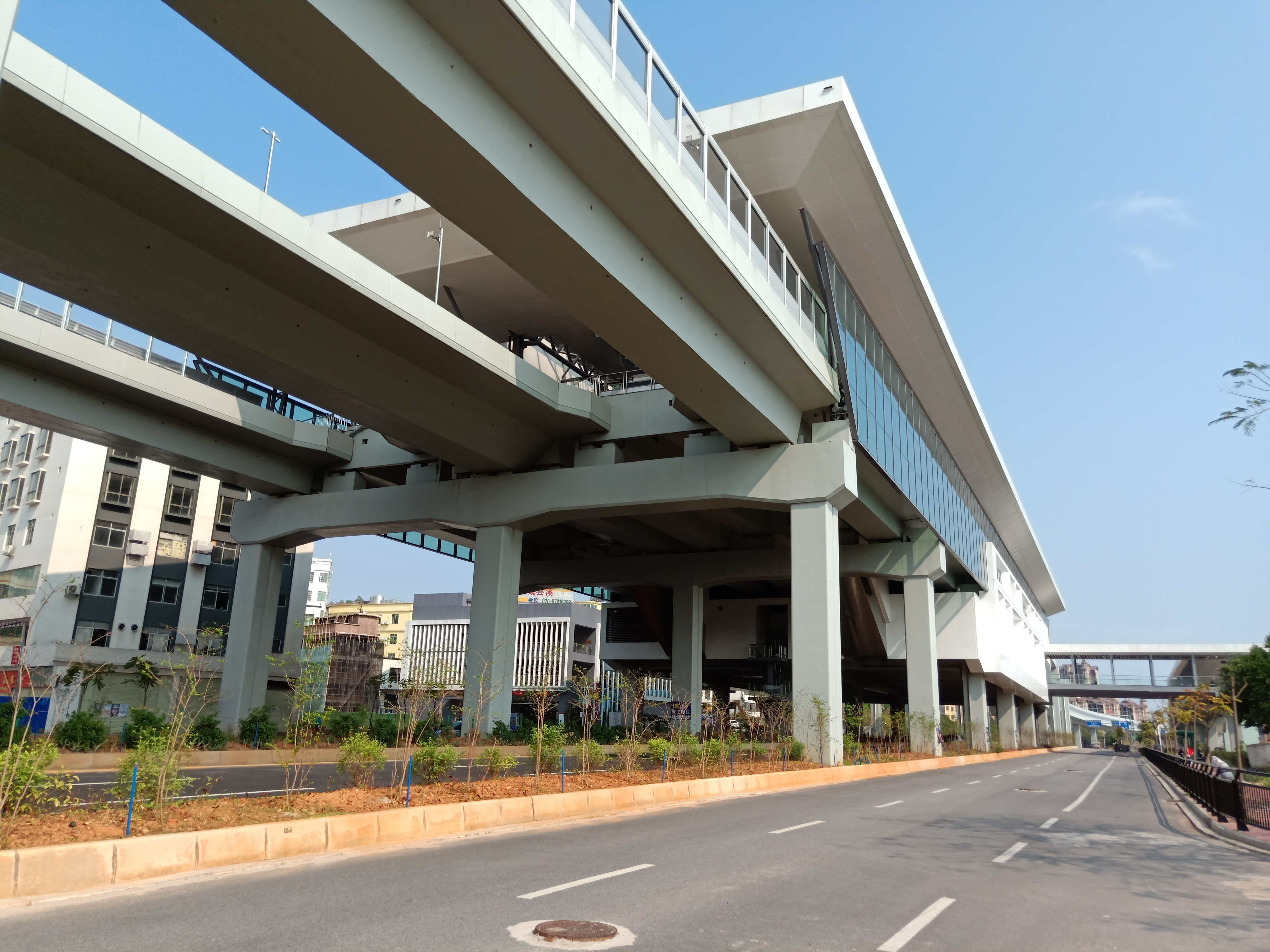
广州地铁14号线太平站待避线
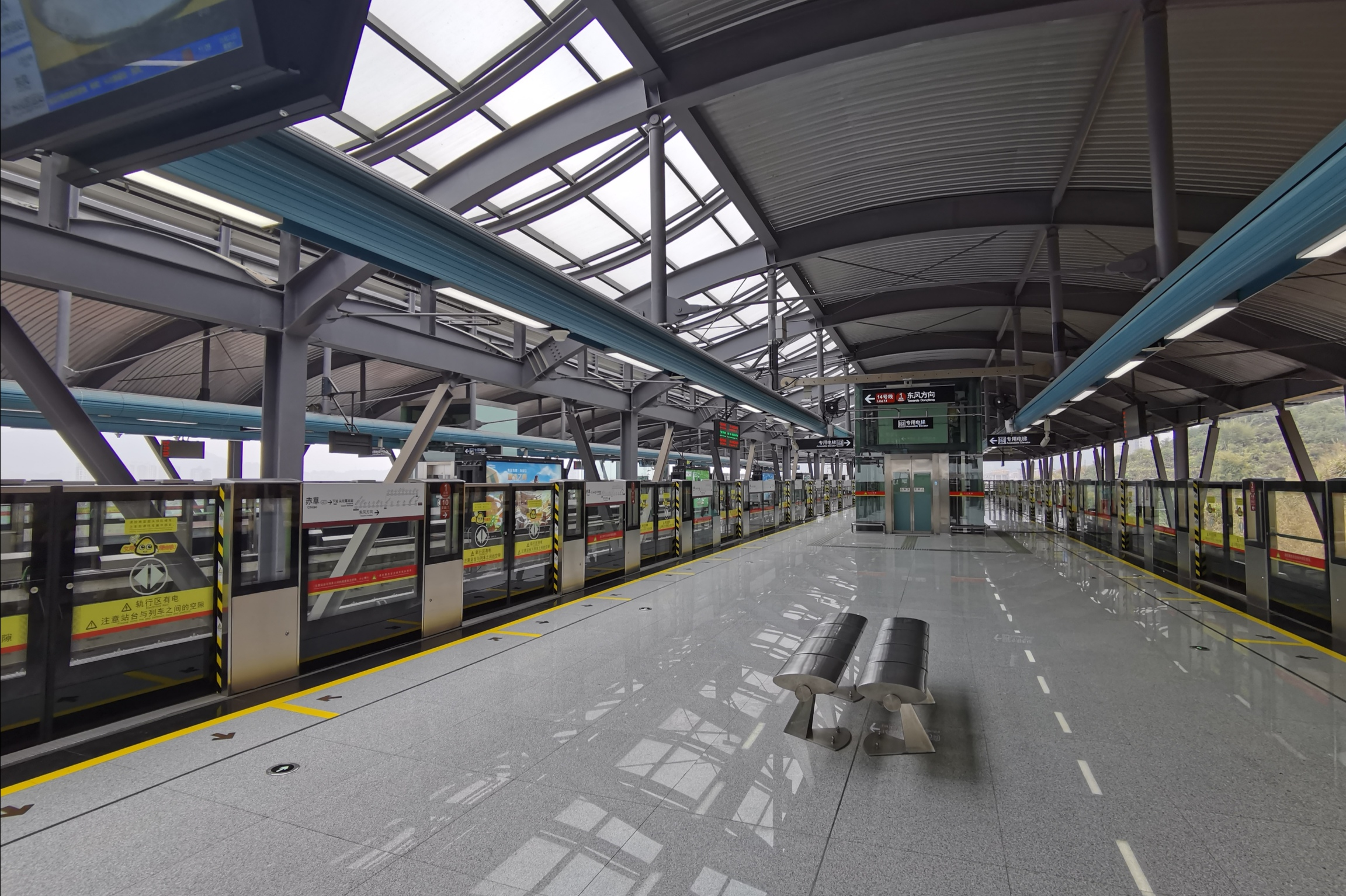
广州地铁14号线赤草站待避线
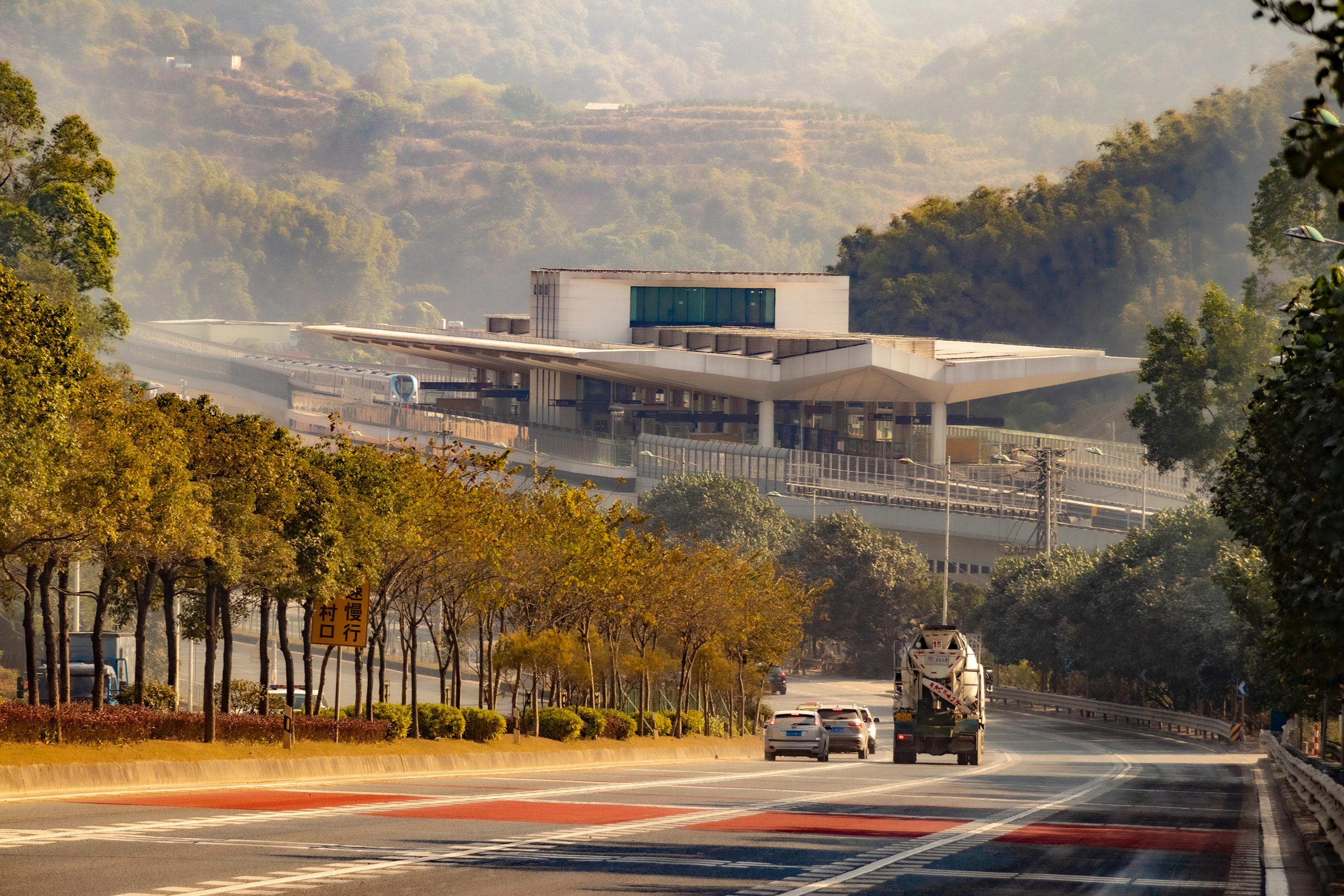
广州地铁21号线金坑站待避线
广州地铁21号线山田站待避线
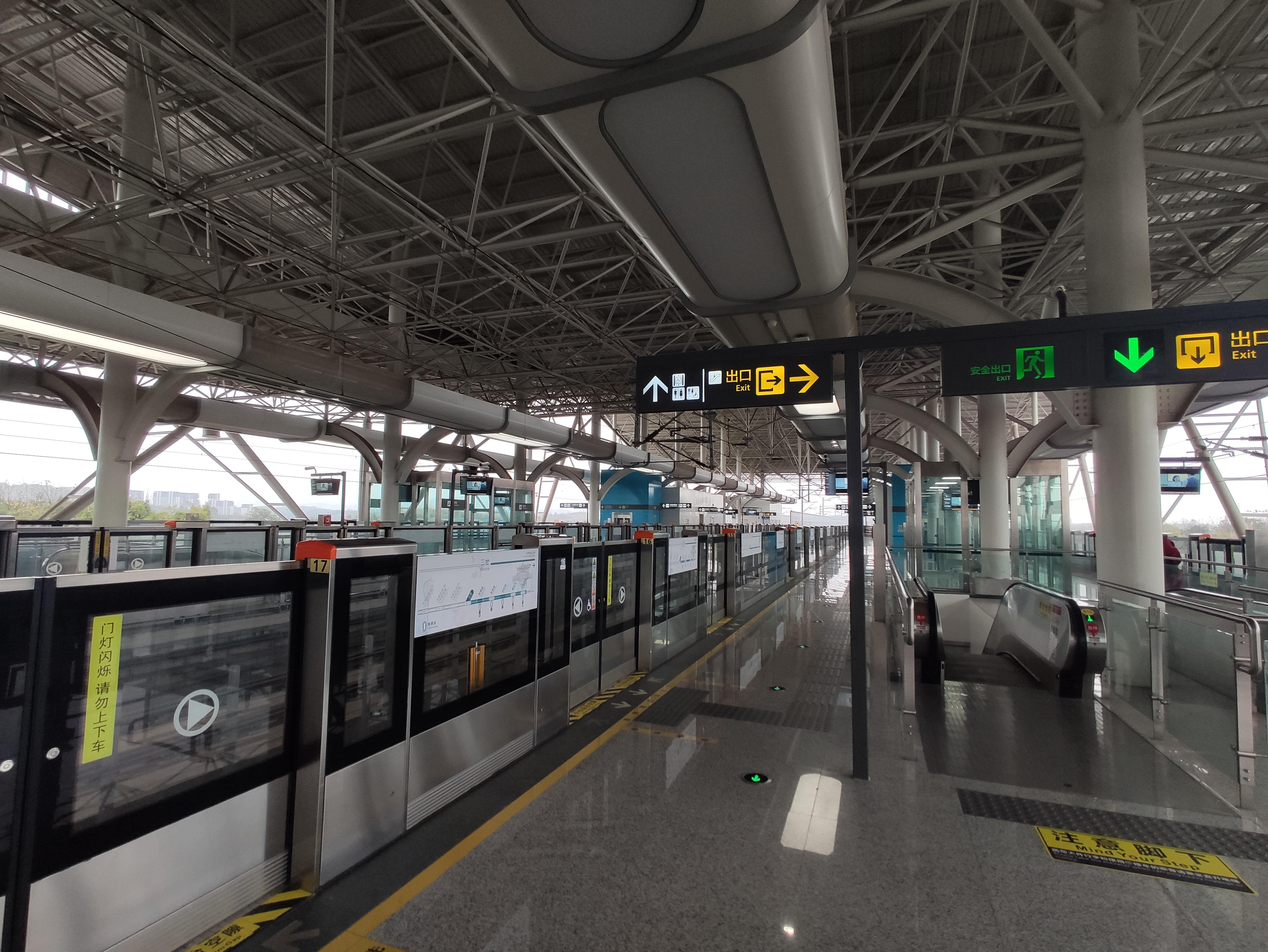
成都地铁18号线三岔站待避线
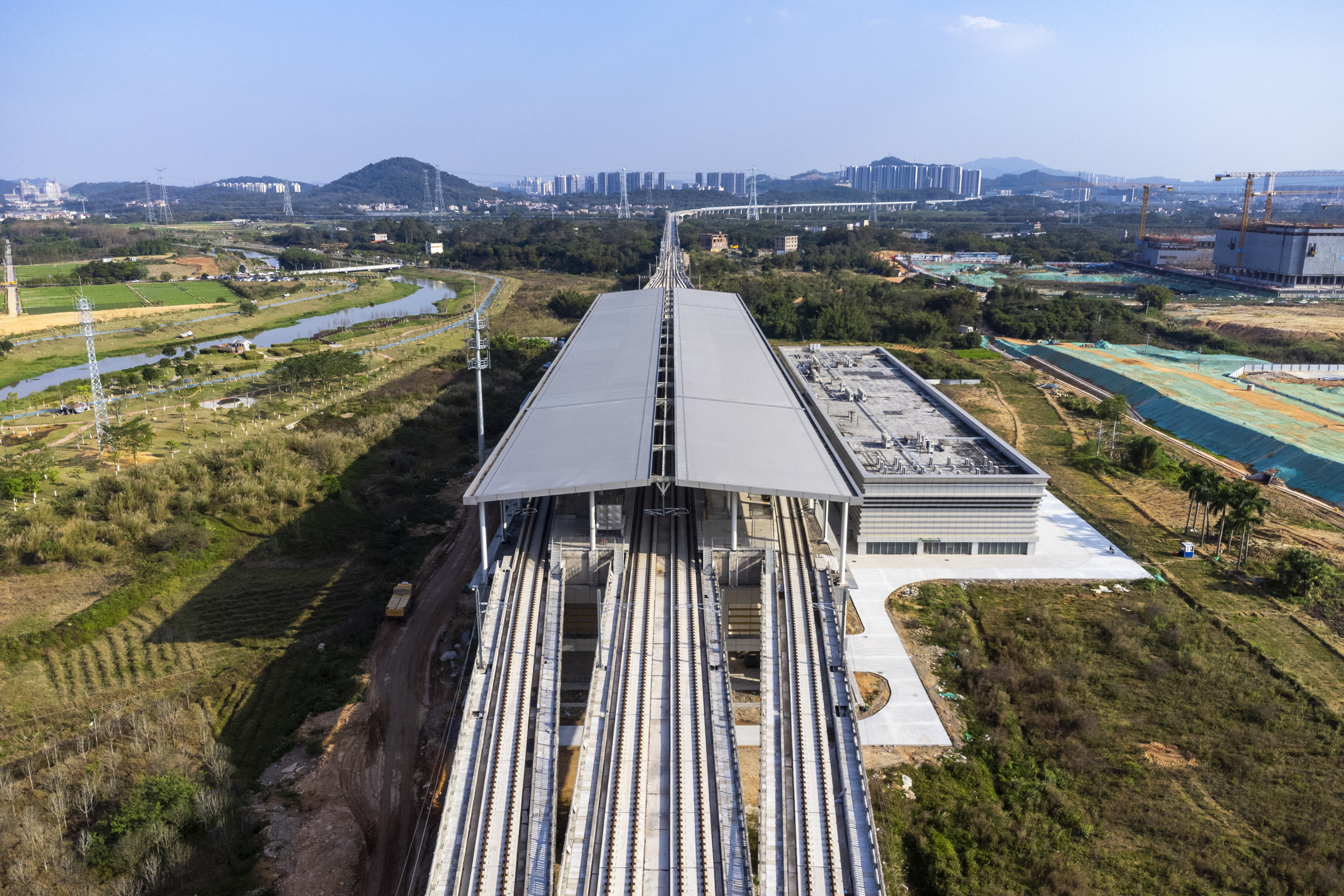
穗深城际铁路新龙站待避线
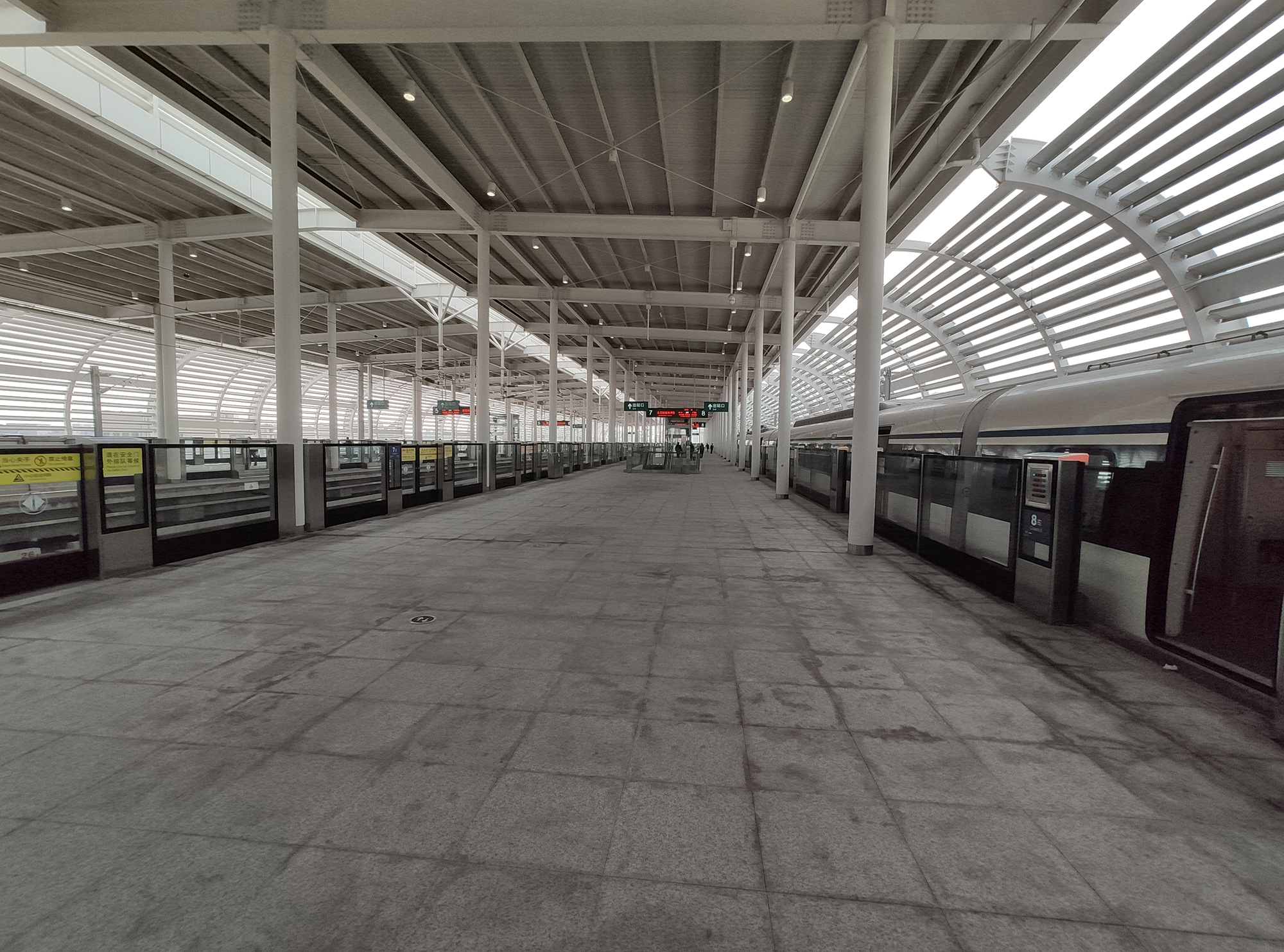
穗深城际铁路东莞西站待避线
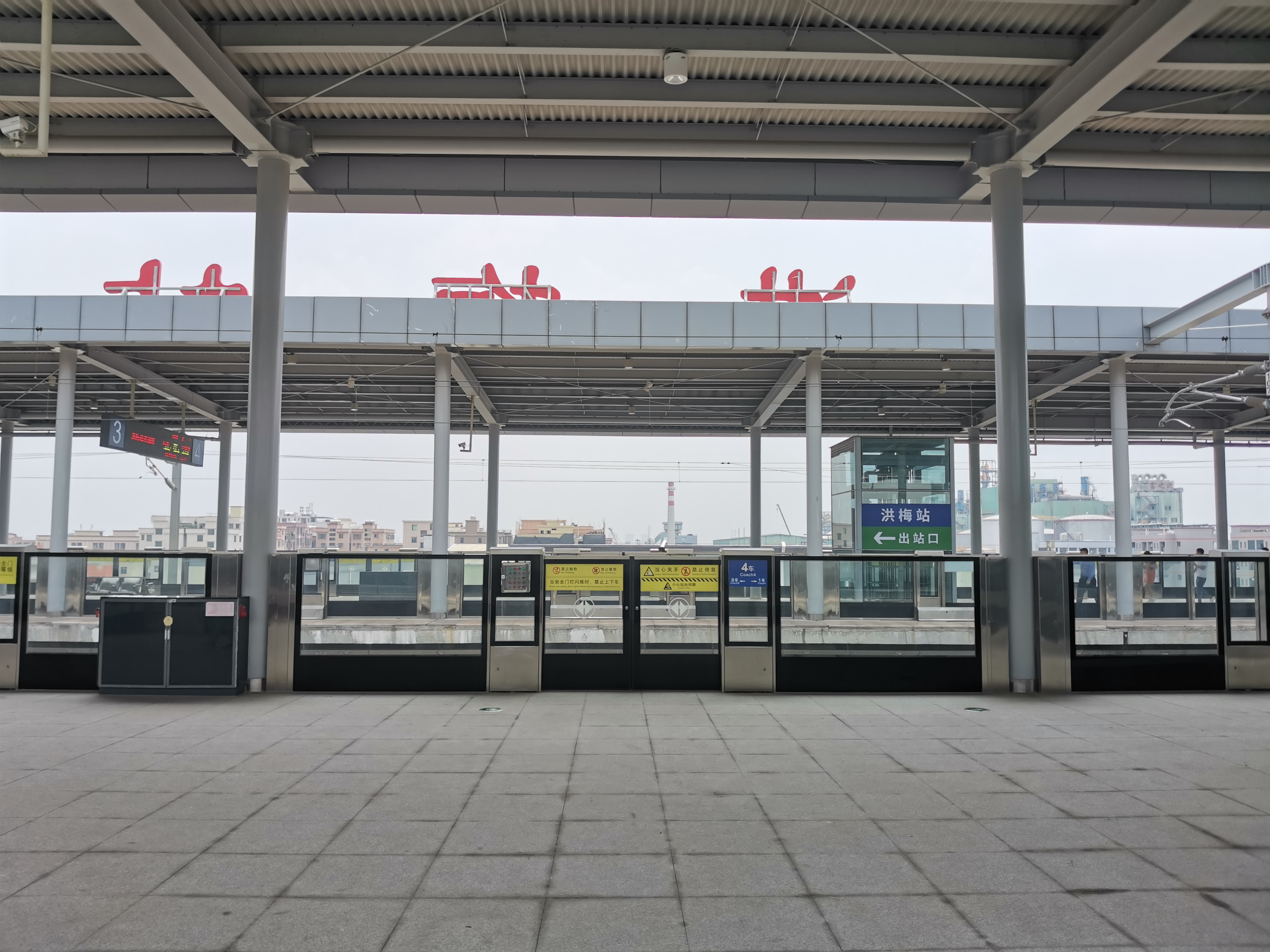
穗深城际铁路洪梅站待避线
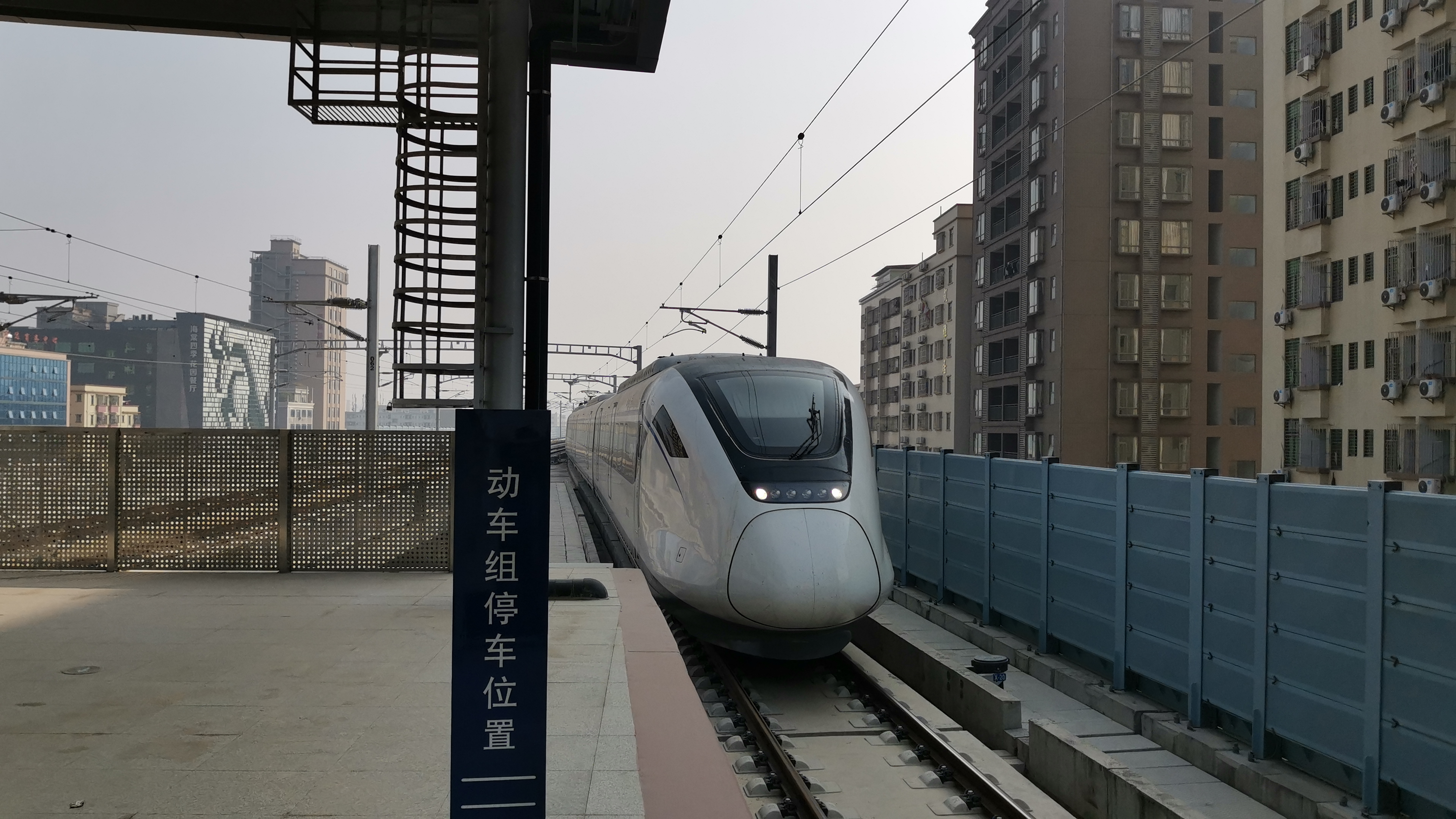
穗深城际铁路长安西站待避线
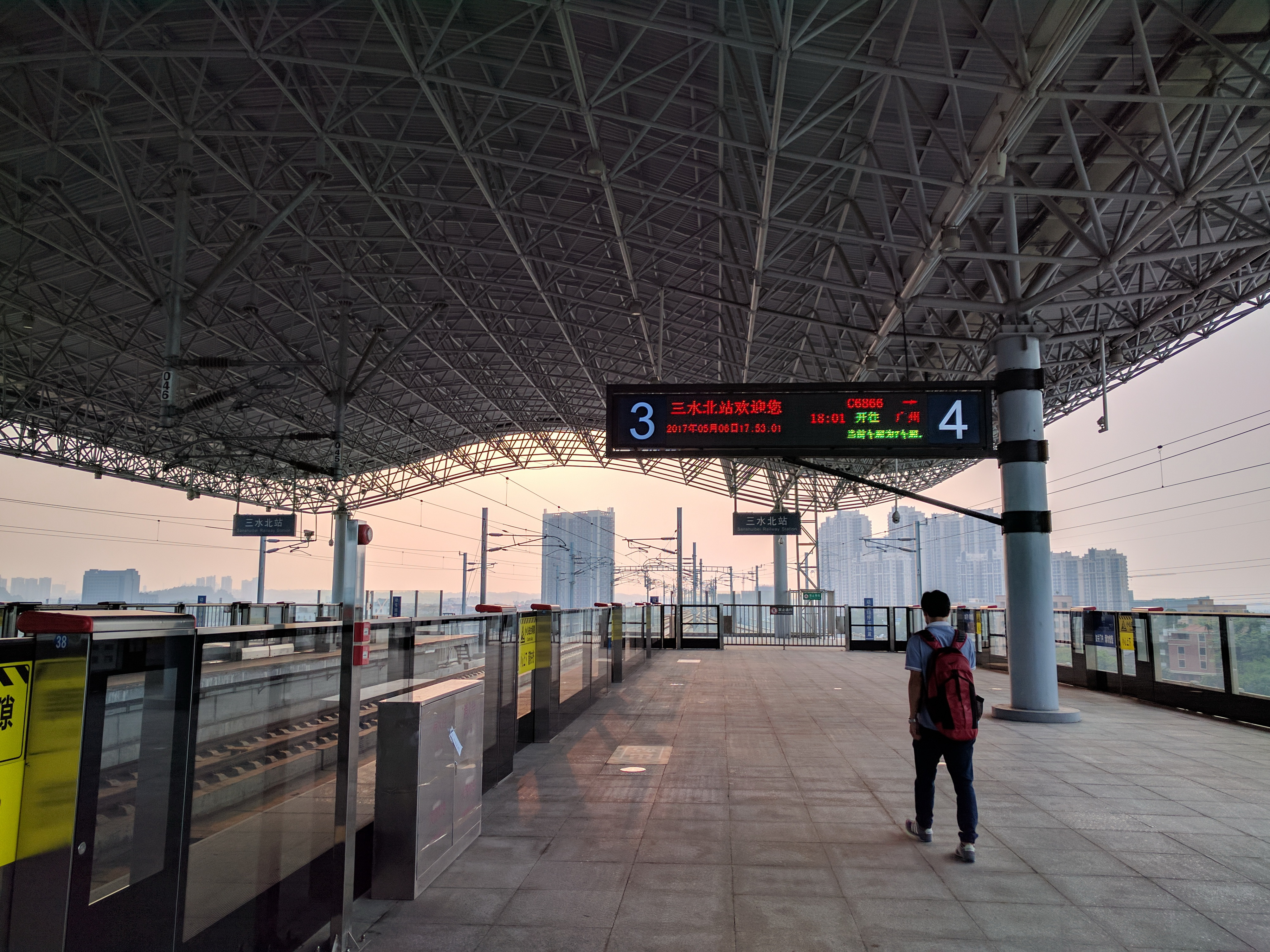
广肇城际铁路三水北站待避线
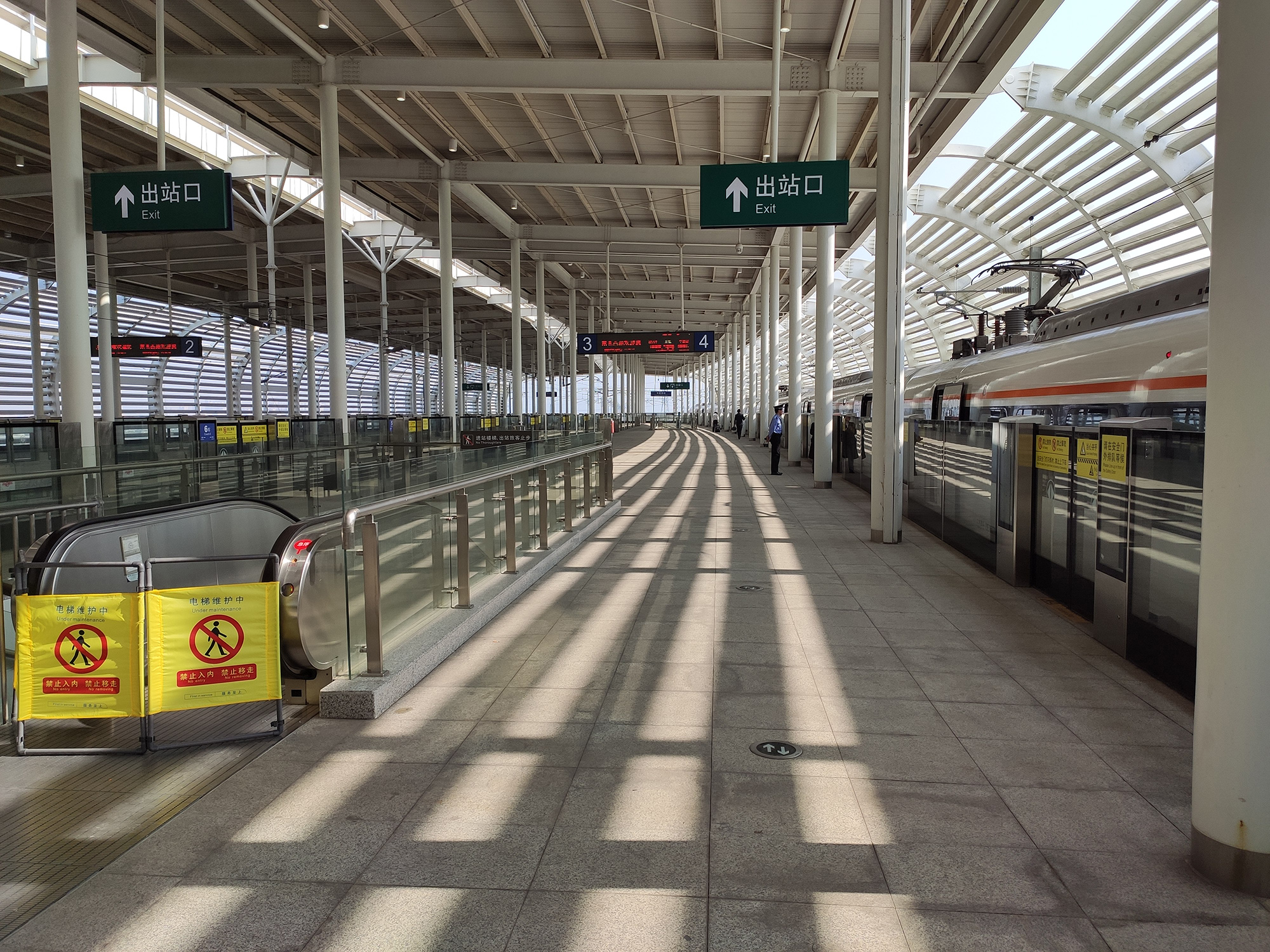
广惠城际铁路东莞西站待避线
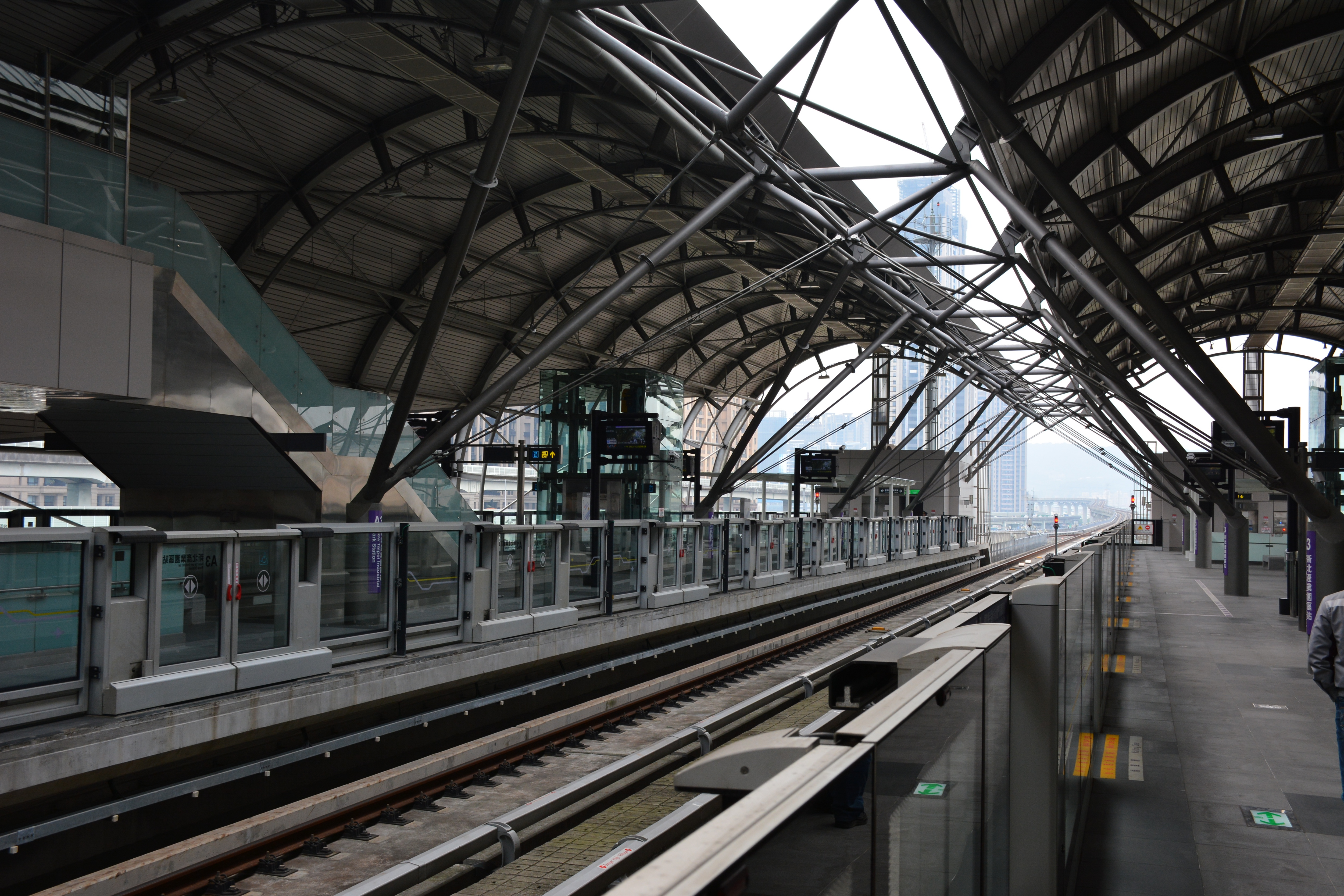
桃园机场捷运新北产业园区站待避线
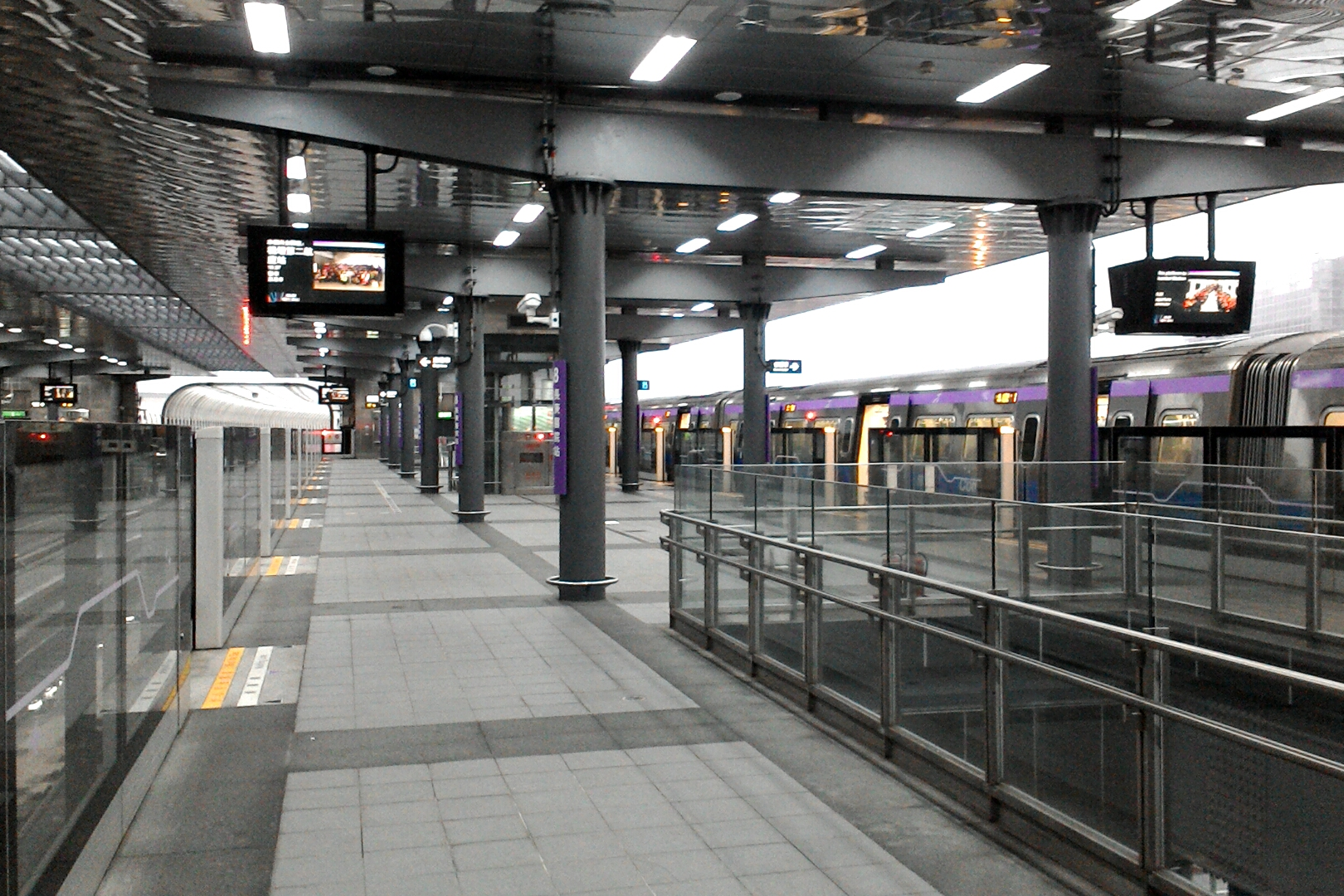
桃园机场捷运长庚医院站待避线